# Ramón Platero
Ramón Perdomo Platero (Montevideo, 31 dicembre 1894 – 5 agosto 1950) è stato un allenatore di calcio uruguaiano.

## Carriera
Ha allenato le migliori formazioni carioche, Vasco da Gama, Flamengo, Fluminense e Botafogo oltre alle pauliste Palestra Itália e San Paolo. Da allenatore ha vinto tre tornei carioca con tre squadre diverse (1919 con la Fluminense, 1921 col Flamengo e col Vasco nel 1924), due Paulistão con il Palestra Itália (1934 e 1938) e, allenando la nazionale uruguaiana, ha trionfato a livello continentale nel 1917. Per un breve periodo nel 1925 è il CT del Brasile: diviene il primo allenatore straniero della Seleçao, disputa nuovamente il Sudamericano, terminando secondo dietro l'Argentina padrona di casa.

## Palmarès

### Club

#### Competizioni statali
- Campionato Carioca: 3

Fluminense: 1919
Flamengo: 1921
Vasco da Gama: 1924
- Campionato paulista: 2

Palestra Itália: 1934, 1938
- Torneio Início do Rio de Janeiro: 1

Vasco da Gama: 1926

### Nazionale
- Campeonato Sudamericano de Football: 1

1917